# Каратов Олександр Давалович
Олександр Давалович (Данилович) Кара́тов (вірм. Ալեքսանդր Կարապետյան; також Карапетов; справжнє прізвище Карапетян; нар. 14 листопада 1882, Астрахань — пом. 16 липня 1956, Єреван) — вірменський оперний співак (ліричний тенор) і педагог.

## Біографія
Народився 2 [14] листопада 1882 року в місті Астрахані (тепер Росія). До 1904 року навчався співу у Астраханському музичному училищі. Впродовж 1904—1909 років навчався на юридичному факультеті Московського університету; одночасно з 1906 року навчався в Московському музично-драматичнному училищі, потім в Московській консарваторії (клас Умберто Мазетті), яку закінчив 1911 року.
З 1911 року співав у Москві у «Вільному театрі» під керівництвом Костянтина Сараджева. Пізніше, у 1911—1912 роках виступав в Тифлісі, у 1912—1913 роках — в Пермі, впродовж 1914—1918 років — у Київській опері, у 1925—1926 роках — в Харкові, Казані, Саратові, Ризі, Свердловську, у 1926—1927 роках — в Баку, у 1929—1930 роках — в Астрахані, в Новосибірську, Ташкенті.
Протягом 1933—1947 років — соліст Єреванського театру опери і балету. Односчасно у 1942—1954 роках — директор Єреванського хореографічного училища. Помер у Єревані 16 липня 1956 року.

## Творчість
У репертуарі співака було понад 90 партій, серед них:
- Ленський («Євгеній Онєгін» Петра Чайковського);
- Саро («Ануш» Армена Тиграняна);
- Сароян, Назар («На світанку», «Хоробрий Назар» Аро Степаняна);
- Фауст («Фауст» Шарля Ґуно);
- Ашуг («Алмаст» Олександра Спендіарова);
- Грицько («Сорочинський ярмарок» Модеста Мусоргського);
- Герцог, Альфред («Травіата», «Ріголетто» Джузеппе Верді).

У 1915 році в Києві записувався на грамплатівки («Екстрафон» і «Артістотіпія»).

## Відзнаки
- Нагороджений орденом «Знак Пошани» (1939)[2];
- Народний артист Вірменської РСР з 1954 року.